# الرابطة الكمبودية 2013
الرابطة الكمبودية 2013 هو موسم من الرابطة الكمبودية. أشرف على تنظيمه اتحاد كمبوديا لكرة القدم، وكان عدد الأندية المشاركة فيه 10، وفاز فيه نادي سفاي رينغ.